# 1699.
◄ | 16. stoljeće | 17. stoljeće | 18. stoljeće | ►
◄ | 1660-ih | 1670-ih | 1680-ih | 1690-ih | 1700-ih | 1710-ih | 1720-ih | ►
◄◄ | ◄ | 1696. | 1697. | 1698. | 1699. | 1700. | 1701. | 1702. | ► | ►►
Arhitektura • Astronomija • Biologija • Glazba • Kazalište • Kemija • Kiparstvo • Knjige • Književnost • Kršćanstvo • Medicina • Politika • Pravo • Promet • Slikarstvo • Znanost

## Događaji
- 26. siječnja 1699. Zaključen Mir u Srijemskim Karlovcima (Slavonija oslobođena od Turaka Osmanlija).
- Završio Veliki Bečki rat ili Rat Svete Lige.
- Dubrovačka Republika prepustila područje oko današnjeg grada Neuma Osmanskom carstvu, radi stvaranja tampon zone između Mletačke Republike i Dubrovnika. Ovaj potez će uvelike utjecati na stvaranje granica Republike Hrvatske odnosno osiguravanje BIH-a izlaz na more.

## Rođenja
- 2. siječnja – Osman III., turski sultan († 1757.)

## Vanjske poveznice
|  | Zajednički poslužitelj ima još gradiva o temi 1699. |